# Кокше
Кокше, или Синюха (каз. Көкше) — высшая точка гор Кокшетау и Кокшетауской возвышенности. Административно принадлежит Акмолинской области, Казахстан.
Рядом расположены озера Малое Чебачье, Большое Чебачье и Боровое. Вершина является частью территории национального природного парка «Бурабай».

## География
Вершина расположена в северной части гор Кокшетау. Высота горы — 947 метров над уровнем моря. Это наивысшая точка Акмолинской области. Кокше — вторая по высоте гора в северной части Казахстана после горы Акбет (1022 метров), которая находится на территории Баянаульского национального парка в Павлодарской области. Относительная высота Кокше над озером Айнаколь (Большое Чебачье) — 640 метров. Вершина Кокше скалистая, лежат глыбы камней. С нее открывается панорама на весь государственный национальный природный парк Бурабай.
Гора состоит из гранитно-интрузивных пород. Гребенчатые слои образованы в результате тектонических и эрозио-денудационных преобразований, в результате которых также появились горные фигуры и пещеры.
На склонах растут ель, берёза, различные лиственные деревья. У подножия расстилается разнотравная степь.
Ближайшие населённые пункты к горе — посёлок Бурабай (Боровое) на северо-востоке, город Щучинск на юго-востоке и село Акылбай (Дорофеевка) на юго-западе.

## Климат
Климат континентальный, недостаточно увлажнённый. По Западно-Сибирской равнине часто проникают холодные воздушные массы из района Карского моря. Зима холодная, средняя температура января −18°С, минимальная −46°-48°С. Лето умеренно сухое, теплое, средняя температура июля +19 +20°С, максимальная до +42°С. Среднегодовое количество осадков 400—460 мм, на северных и западных наветренных склонах до 500 мм.

## Рекреационное использование
К югу от горы расположен санаторий «Окжетпес».

## Галерея
- Вид с горы Кокше (гора Синюха) - на Перешеек между озером Боровое и Большое Чебачье.
- Казахстан, Боровое, гора Кокшетау (Синюха). Скалы.
- Боровое. г. Кокшетау. Вид с раздвоенного утёса
- А. Калашников. Советская марка 1968 года